# Горняк (футбольный клуб, Кемерово)
«Горняк» — советский футбольный клуб из Кемерово. В 1948 году назывался «Горняк», затем — «Шахтёр».
Участвовал в первенстве 2-й зоны РСФСР второй группы союзного первенства в 1948 и 1949 годах, а также в Кубке СССР в 1949 году. В чемпионате оба раза занимал последнее место: в 1948 году — 13-е, в 1949 году — 14-е, в розыгрыше кубка в полуфинале 2-й зоны РСФСР уступил другому кемеровскому клубу — «Химику» со счётом 0:3.
В дальнейшем играл на уровне коллективов физкультуры, в 1950, 1951, 1952, 1955 и 1956 — в кубке РСФСР среди КФК. Известно о выступлении команды в кубке Кемеровской области в 1950 и 1951 годах. В 1950 году «Шахтёр» выиграл кубок области.
В 1957 году название «Шахтёр» носил другой кемеровский клуб — игравший в том году в Классе «Б» первенства СССР «Кузбасс» (в 1958 году был переименован в название, под которым играл в 1948—1949 годах — «Химик»).